# Járdánháza
Járdánháza (helyi kollokviális nevén Járdaháza) község Borsod-Abaúj-Zemplén vármegyében, az Ózdi járásban.

## Fekvése
Miskolctól közúton kb. 65 km-re nyugatra, Ózdtól 6 km-re délre található, a Hangony-patakba torkolló Hódos-patak völgyében, dombsági területen.
Mindössze három települési szomszédja van: észak felől Arló, kelet felől Csernely, dél felől pedig Borsodnádasd.

### Megközelítése
Csak közúton érhető el, a 25-ös főúton.

## Története
A cseh hospesek által elfoglalt terület eredetileg Arlóhoz tartozott. Neve Mocsolyás volt, s feltehetőleg korábban kialakult. Első írásos említése a Váradi regestrumban történik 1221-ben. 1412-től számítva nevezik Járdánházának. Ekkor kapta meg a Járdánházi család birtokként a területet. A török 1555-ben elpusztította, megszállt terület, majd puszta lett. A törökök kiűzése után benépesült, de a Thököly-felkelés idején újra puszta lett. A reformáció nem vert gyökeret, a lakosság római katolikus maradt mindvégig. 1882-ben kezdődött meg a szénbányászat. 1927-ben jött ki az utolsó csille szén, s ezzel fejeződött be a szénkitermelés. Az 1930-as évektől az Ózdi járáshoz tartozott, majd közös irányítás alatt állt Arlóval. Az 1990-es évek elejétől önálló község.

## Közélete

### Polgármesterei
- 1990–1994: Ulrich Attiláné (független)[3]
- 1994–1998: Ulrich Attiláné (független)[4]
- 1998–2002: Ulrich Attiláné (MSZP)[5]
- 2002–2006: Ulrich Attiláné (MSZP)[6]
- 2006–2010: Dr. Almásiné Laurencsik Angelika (független)[7]
- 2010–2014: Kovács Gábor (független)[8]
- 2014–2019: Kovács Gábor (független)[9]
- 2019–2024: Kovács Gábor (független)[10]
- 2024– : Kovács Gábor (független)[1]

## Népesség
A település népességének változása:
| Lakosok száma | 1857 | 1871 | 1852 | 1710 | 1662 | 1680 | 1651 |
|               | 2013 | 2014 | 2015 | 2021 | 2022 | 2023 | 2024 |

2001-ben a település lakosságának 81%-a magyar, 19%-a cigány nemzetiségűnek vallotta magát.
A 2011-es népszámlálás során a lakosok 93,8%-a magyarnak, 17% cigánynak, 0,2% németnek mondta magát (6,1% nem nyilatkozott; a kettős identitások miatt a végösszeg nagyobb lehet 100%-nál). A vallási megoszlás a következő volt: római katolikus 71,8%, református 3,7%, görögkatolikus 0,9%, evangélikus 0,3%, felekezeten kívüli 6,3% (15% nem válaszolt).
2022-ben a lakosság 90,4%-a vallotta magát magyarnak, 6,1% cigánynak, 0,1-0,1% horvátnak, németnek, örménynek, 1ruszinnak és lengyelnek, 1,1% egyéb, nem hazai nemzetiségűnek (9,6% nem nyilatkozott; a kettős identitások miatt a végösszeg nagyobb lehet 100%-nál). Vallásuk szerint 30,7% volt római katolikus, 1,9% református, 0,2% görög katolikus, 1,1% egyéb keresztény, 0,1% evangélikus, 0,1% ortodox, 10,5% felekezeten kívüli (54,9% nem válaszolt).

## Nevezetességek
- IV. Béla emlékkápolnája. A hagyomány szerint IV. Béla a tatárok elől menekülve ezen a helyen pihent meg.
- Római katolikus templom. A jelenlegi templom 1859-ben épült. Angyalok Királynéja Születésére szentelték fel.

## Nevezetes járdánházaiak
- Lux Elvira
- Almási Zoltán
- Vincze Miklós Csengery- (2021), Podmaniczky- (2022) és Virág F. Éva-díjas (2024) újságíró, a 24.hu jelenlegi, illetve az amerikai Gawker Media több lapjának korábbi munkatársa.

## Környező települések
Arló 3 km-re, Borsodszentgyörgy 9 km-re. A legközelebbi város: Borsodnádasd 4 km-re.

## Képek

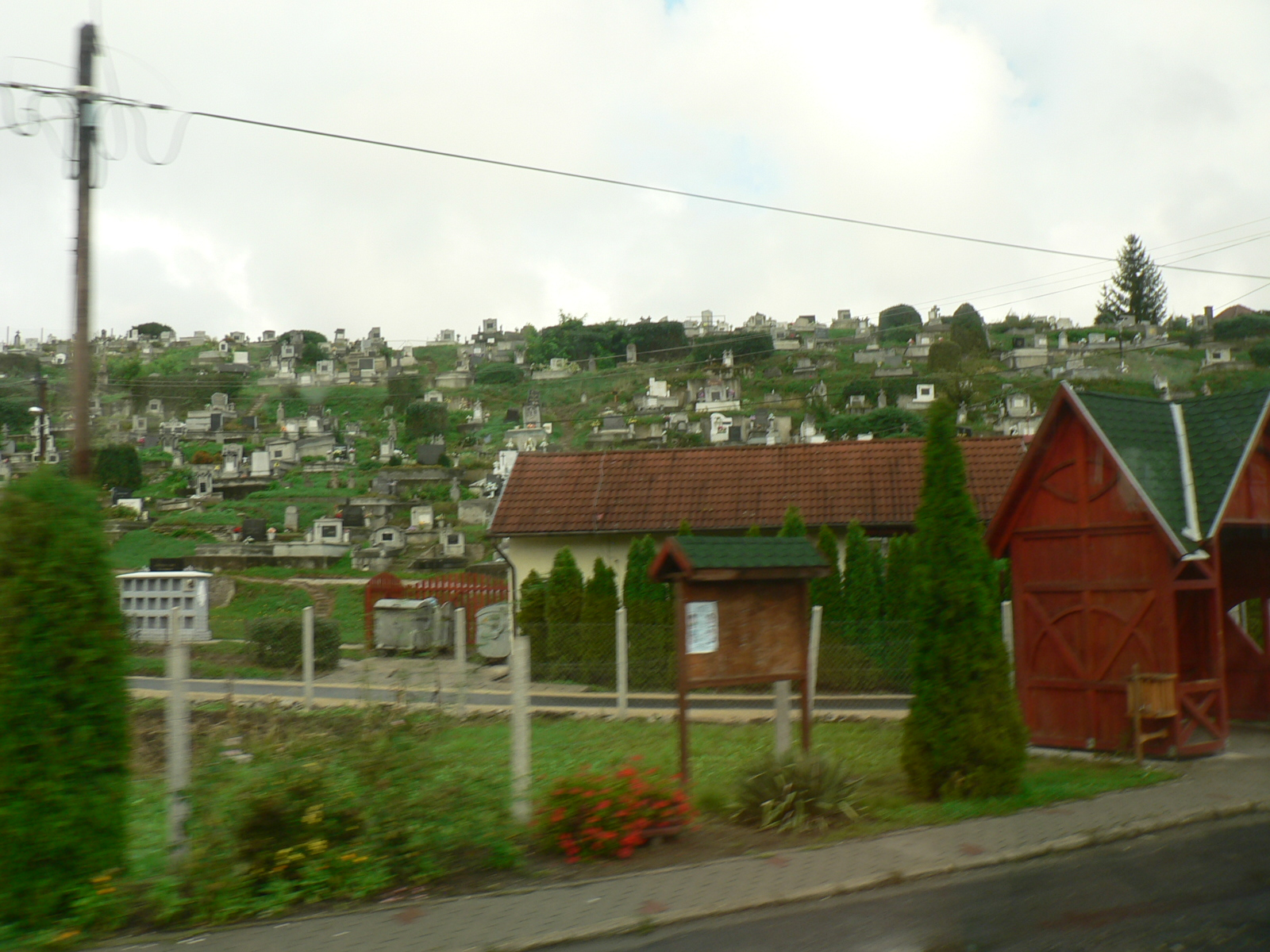
Járdánházi falurészlet a temetővel
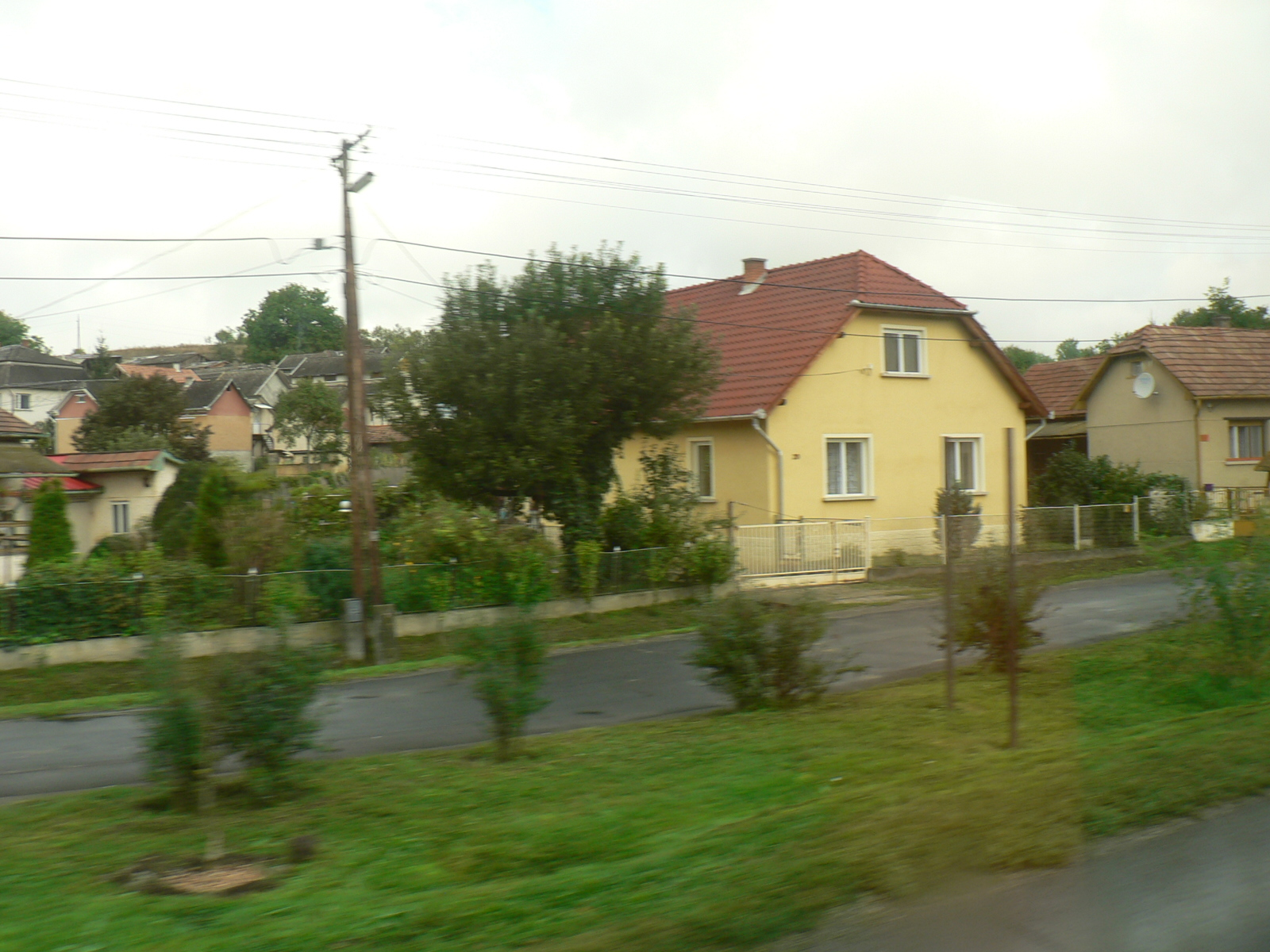
Utcarészlet Járdánháza északi részén (IV. Béla u. 20.)
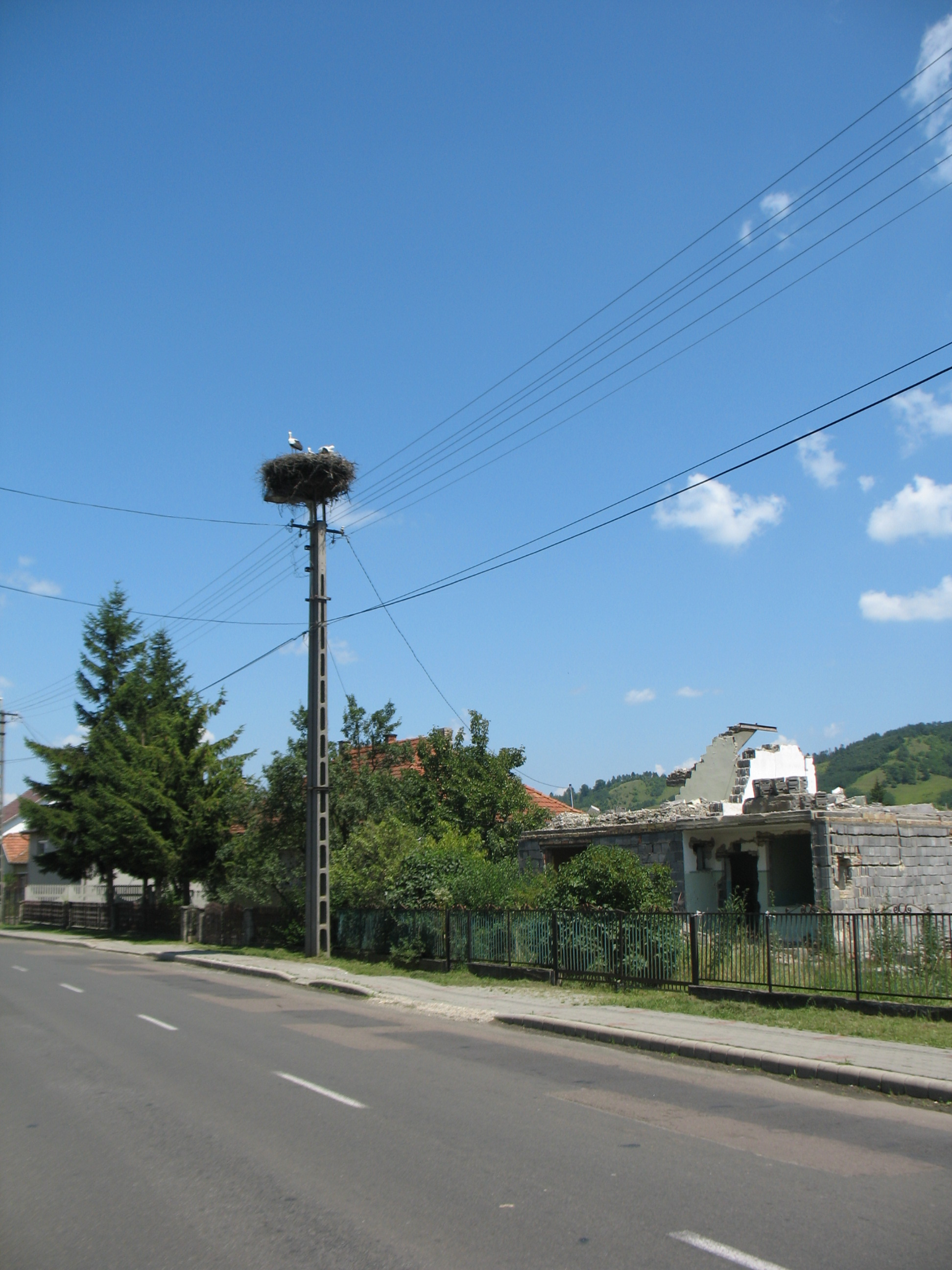
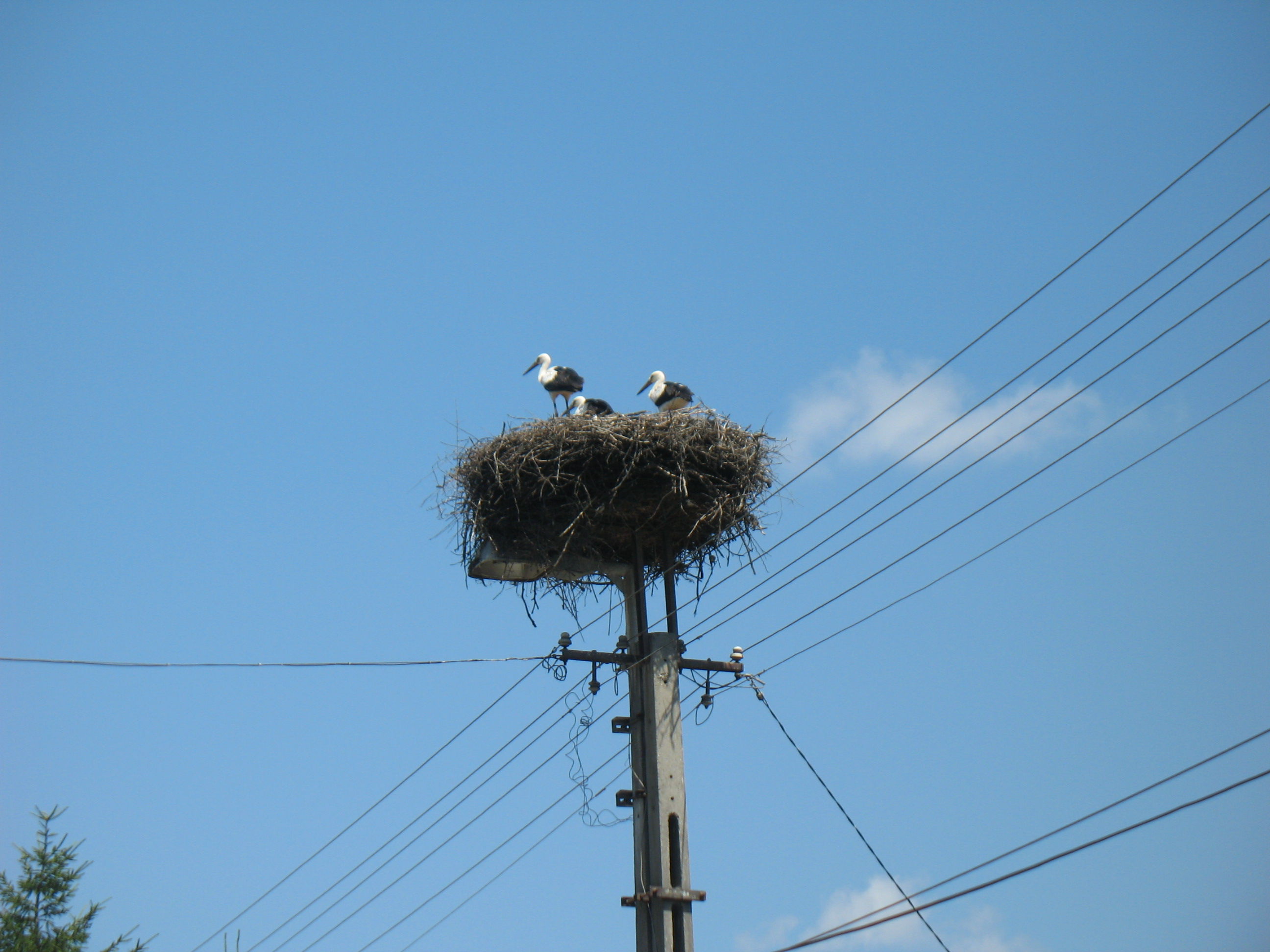